# Achraf Bencharki
Achraf Bencharki (en árabe: أشرف بنشرقي‎; Taza, 24 de septiembre de 1994) es un futbolista marroquí que juega en la demarcación de delantero para el Al-Ahly de la Liga Premier de Egipto.

## Selección nacional
Tras jugar con la selección de fútbol sub-20 de Marruecos y la sub-23 «llegando a disputar el Torneo Esperanzas de Toulon de 2015», finalmente el 13 de agosto de 2017 hizo su debut con la selección absoluta en un encuentro contra Egipto para la clasificación para el Campeonato Africano de Naciones de 2018 que finalizó con un resultado de empate a uno Ahmed El-Sheikh para Egipto, y de Badr Banoun para Marruecos. Posteriormente disputó cinco partidos del Campeonato Africano de Naciones de 2018 y uno de clasificación para la Copa Mundial de Fútbol de 2018.

### Goles internacionales
| # | Fecha               | Estadio                                   | Oponente   | Gol | Resultado | Competición                             |
| - | ------------------- | ----------------------------------------- | ---------- | --- | --------- | --------------------------------------- |
| 1 | 13 de enero de 2018 | Estadio Mohammed V, Casablanca, Marruecos | Mauritania | 4–0 | 4-0       | Campeonato Africano de Naciones de 2018 |

## Clubes
| Club                 | País           | Año       | Partidos | Goles |
| -------------------- | -------------- | --------- | -------- | ----- |
| MAS Fez              | Marruecos      | 2014-2016 | 53       | 14    |
| Wydad Casablanca     | Marruecos      | 2016-2018 | 47       | 10    |
| Al-Hilal Saudi F. C. | Arabia Saudita | 2018      | 13       | 3     |
| R. C. Lens (cedido)  | Francia        | 2018-2019 | 26       | 4     |
| Zamalek S. C.        | Egipto         | 2019-2022 | 111      | 41    |
| Al-Jazira S. C.      | EAU            | 2022-2023 | 33       | 9     |
| Al-Rayyan S. C.      | Catar          | 2023-2025 | 44       | 18    |
| Al-Ahly              | Egipto         | 2025-     | 16       | 3     |

## Palmarés

### Campeonatos nacionales
| Título                      | Club                 | País           | Año  |
| --------------------------- | -------------------- | -------------- | ---- |
| Liga de Fútbol de Marruecos | Wydad Casablanca     | Marruecos      | 2017 |
| Liga Profesional Saudí      | Al-Hilal Saudi F. C. | Arabia Saudita | 2018 |
| Supercopa de Arabia Saudita | Al-Hilal Saudi F. C. | Arabia Saudita | 2018 |
| Copa de Egipto              | Zamalek S. C.        | Egipto         | 2019 |
| Supercopa de Egipto         | Zamalek S. C.        | Egipto         | 2020 |
| Premier League de Egipto    | Zamalek S. C.        | Egipto         | 2021 |
| Copa de Egipto              | Zamalek S. C.        | Egipto         | 2021 |
| Premier League de Egipto    | Zamalek S. C.        | Egipto         | 2022 |
| Premier League de Egipto    | Al-Ahly              | Egipto         | 2025 |

### Campeonatos internacionales
| Título                          | Club (*)         | País      | Año  |
| ------------------------------- | ---------------- | --------- | ---- |
| Liga de Campeones de la CAF     | Wydad Casablanca | Marruecos | 2017 |
| Campeonato Africano de Naciones | Marruecos        | Marruecos | 2018 |
| Supercopa de la CAF             | Zamalek S. C.    | Catar     | 2020 |

(*) Incluyendo la selección.